# Lamplughsaura
Lamplughsaura („ještěr Pamely Lamplughové“) byl rod vývojově primitivního sauropodomorfního plazopánvého dinosaura z kladu Anchisauria, žijícího v období spodní jury (geologický věk sinemur, asi před 196 až 190 miliony let) na území dnešní Indie. Rodové jméno odkazuje k britské spoluzakladatelce geologické sekce Indického statistického institutu Pamele Lamplughové - Robinsonové. Druhové jméno zase odkazuje ke geologickému souvrství Dharmaram, ve kterém byly fosilie dinosaura objeveny.

## Popis
Typový druh L. dharmaramensis byl popsán mezinárodním týmem paleontologů na základě objevů v souvrství Dharmaram. Formálně byl popsán roku 2007. Pravděpodobně se jednalo o bazálního (vývojově primitivního) zástupce kladu Sauropoda, méně pravděpodobné je jeho zařezení mezi méně vývojově vyspělé sauropodomorfy. Při délce až 10 metrů dosahoval tento sauropod hmotnosti několika tun. Ve stejném souvrství byl objeven také další druh sauropodomorfa, Pradhania gracilis z čeledi Massospondylidae. Ten byl popsán ve stejné studii jako druh Lamplughsaura dharmarensis a původně byl považován za bazálního sauropodomorfa bez přesnějšího taxonomického zařazení.